# Auschwitzmonument (Amsterdam)

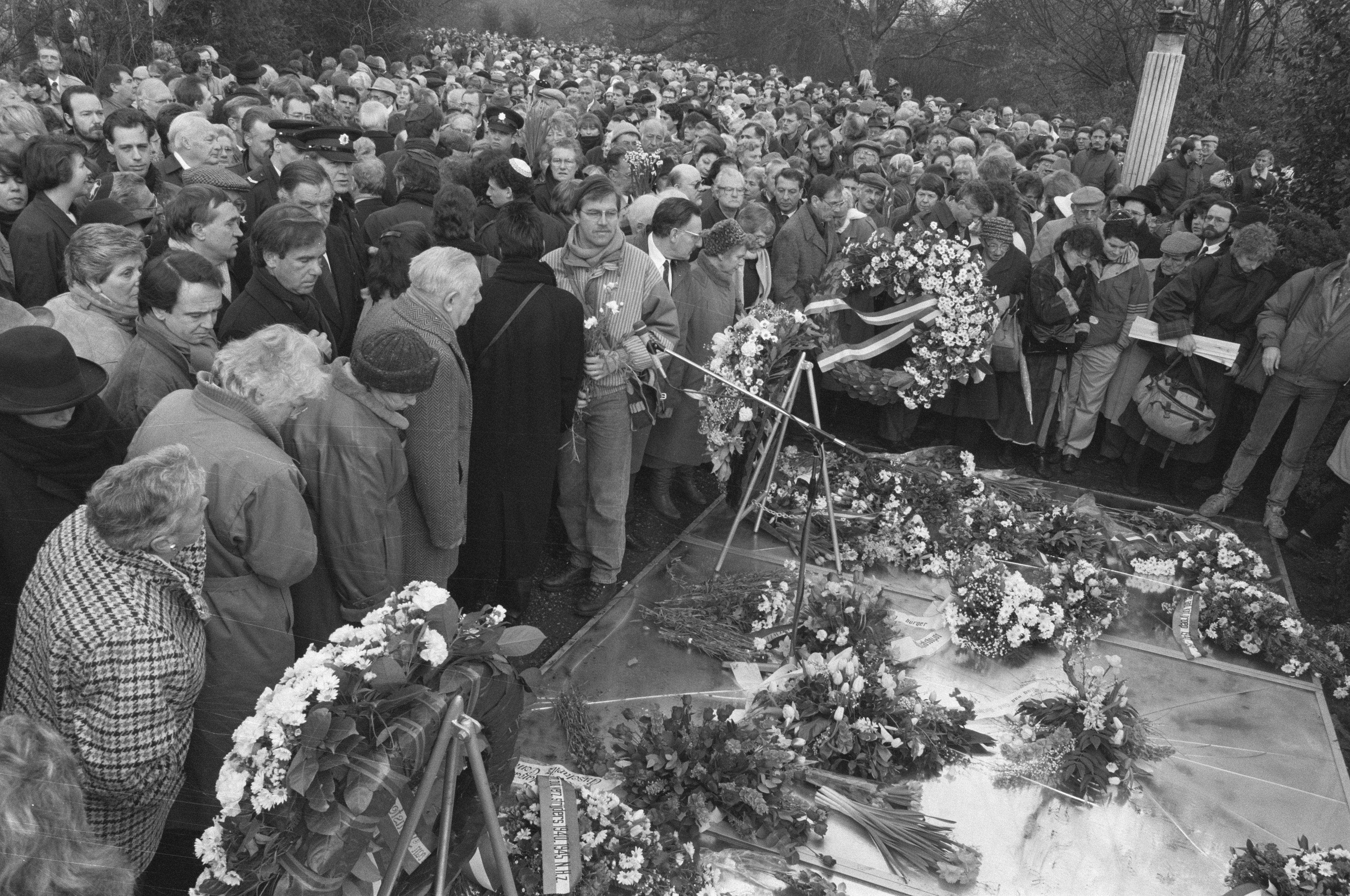
Spiegelmonument in 1989 op de Oosterbegraafplaats tijdens de Auschwitzherdenking

Het Auschwitzmonument (ook bekend als Spiegelmonument 'Nooit Meer Auschwitz' of Gebroken spiegels) is een Nederlands herdenkingsmonument in het Wertheimpark in Amsterdam ter nagedachtenis aan de omgekomenen in het concentratiekamp Auschwitz en de andere concentratie- en vernietigingskampen.
Het monument is in 1977 ontworpen door schrijver en beeldend kunstenaar Jan Wolkers. Wolkers had opdracht gekregen een monument te maken boven een urn met as van slachtoffers uit het concentratiekamp uit Auschwitz. Het monument werd oorspronkelijk geplaatst op de Oosterbegraafplaats. In 1993 is het monument in grotere vorm verplaatst naar het Wertheimpark.
Het monument is opgebouwd uit gebroken spiegels en het kent het opschrift 'Nooit meer Auschwitz'. In de spiegels reflecteert zich de lucht. Volgens Wolkers symboliseren de gebroken spiegels dat de hemel na Auschwitz nooit meer ongeschonden is:
De hemel blijft voorgoed geschonden.
Het is een godsgruwelijke aanslag op alles waar een mens voor staat.
Wolkers maakte het monument op verzoek van het Nederlands Auschwitz Comité. Jaarlijks organiseert het Comité op de laatste zondag van januari de Nationale Holocaust Herdenking bij het monument. Dit moment is gekozen omdat op 27 januari 1945 het kamp Auschwitz werd bevrijd.

## Urn
De urn met as onder het monument is in januari 1952 verzameld bij een Internationale herdenking bij Auschwitz-Birkenau. Delegaties Auschwitz-overlevenden woonden de herdenking bij. Alle delegaties verzamelden een urn met menselijke as als stoffelijke herinnering. 
Over de locatie voor het plaatsen van de Nederlandse urn ontstond discussie. Opties waren bij het monument voor de Februaristaking  of een joodse begraafplaats. De door de Nederlandse delegatie verzamelde urn werd zolang opgeslagen en  op zondag 15 juni geplaatst bij een uitvaartcentrum aan de Amsterdamse P.C. Hooftstraat. Het leidde tot een opkomst van duizenden mensen.
Nadien werd de urn geplaatst onder een kleine grafsteen op de Oosterbergraafplaats, voorzien van de woorden ‘Nooit meer Auschwitz’ in afwachting van inmetseling in het definitieve monument voor de Februaristaking, de Dokwerker. De urn is de jaren erna niet overgeplaatst naar het - politiek beladen - monument voor de Februaristaking, maar in 1977 is de eenvoudige grafsteen vervangen voor het Spiegelmonument.

## Vernielingen
Het monument is meerdere keren doelwit van geweld geweest. In 1993, het jaar van de onthulling op de nieuwe locatie, vernielde een aan drugs verslaafde glazenier met een pikhouweel de zes gebarsten glazen panelen waaruit het monument bestaat. Dat deed hij in de nacht voor de onthulling. Aanvankelijk dacht de politie aan een actie van neo-nazi's. De verklaring van de glazenier luidde echter dat hij het monument stuksloeg in opdracht van zijn werkgever, omdat er iets mis zou zijn met de constructie. Er zou condens onder twee glasplaten zijn gekomen. Voor elke plaat die hij stuksloeg zou hij naar eigen zeggen duizend gulden krijgen. De man had het geld hard nodig, omdat hij verslaafd was. Het bedrijf heeft altijd ontkend opdracht te hebben gegeven voor de vernieling. De man werd juni 1995 veroordeeld tot honderd uur onbetaalde arbeid en heeft in september 1996 in Duivendrecht een eind aan zijn leven gemaakt.
Ook in 1997 en 1999 werd het monument vernield. Op 10 augustus 2006 hebben onbekenden de informatiezuil van het Auschwitzmonument in Amsterdam omver gereden. De tekst, waarin Jan Wolkers de betekenis van zijn kunstwerk van glasplaten uitlegt, verdween daarbij, maar de politie sloot bewust vandalisme uit.